# Флипкенс, Кирстен
Ки́рстен Фли́пкенс (нидерл. Kirsten Flipkens; род. 10 января 1986, Гел, Бельгия) — бельгийская теннисистка; полуфиналистка одного турнира Большого шлема в одиночном разряде (Уимблдон-2013); финалистка одного турнира Большого шлема в миксте (Открытый чемпионат США-2022); победительница восьми турниров WTA (один — в одиночном разряде); финалистка Кубка Федерации (2006) в составе национальной сборной Бельгии.
Бывшая первая ракетка в юниорском рейтинге; победительница двух юниорских турниров Большого шлема в одиночном разряде (Уимблдон, Открытый чемпионат США-2003); победительница одного юниорского турнира Большого шлема в парном разряде (Открытый чемпионат США-2002).

## Общая информация
Родителей Кирстен зовут Марино и Кэрри.
Бельгийка пришла в теннис в четыре года. Любимое покрытие — трава.

## Спортивная карьера

### Начало карьеры
Флипкенс заявила о себе ещё на юниорском уровне. В 2002 году она выиграла Открытый чемпионат США в парном разряде среди девушек, сыграв в команде с Элке Клейстерс. В 2003 году она выиграла юниорские соревнования в одиночном разряде на Уимблдонском турнире и Открытом чемпионате США. Хорошие результаты позволили Кирстен возглавлять какое-то время юниорский одиночный рейтинг.
В феврале 2002 года Флипкенс дебютировала в основных соревнованиях WTA-тура, сыграв в парном разряде на турнире в Антверпене. В августе того же года она выиграла первые титулы на турнирах из цикла ITF. В феврале 2003 года Кирстен впервые сыграла уже в одиночках в основных соревнованиях WTA-тура. Дебют, также как в парах, пришёлся на турнир в Антверпене. В октябре она впервые сыграла в составе сборной Бельгии в розыгрыше Кубка Федерации.
В июле 2004 года Флипкенс выиграл 50-тысячник ITF в Австрии. В августе того же года в Форест-Хилсе она впервые сыграла в полуфинале турнира WTA. С октября 2004 года Кирстен была вынуждена не выступать около семи месяцев из-за хронической травмы спины.
В мае 2006 года Флипкенс наконец-то смогла пробиться через квалификацию на первый в карьере взрослый турнир серии Большого шлема в основной сетке. Сделала бельгийская спортсменка это на Открытом чемпионате Франции, где прошла по итогу во второй раунд. В сентябре Флипкенс сыграла за сборную Бельгии в финале Кубка Федерации против сборной Италии. Она сыграла три матча (два одиночных и один парный), и, в отличие от более титулованной партнёрши по команде Жюстин Энен-Арденн, во всех потерпела поражение. Бельгийская команда, таким образом, уступила в том финале со счётом 2-3. В сезоне 2006 года Флипкенс впервые в карьере поднималась на некоторое время в топ-100 мирового одиночного рейтинга.
В июне 2008 года Флипкенс выиграла 75-тысячник ITF в Марселе. На Уимблдоне 2009 года она впервые вышла в третий раунд турнира Большого шлема. В том сезоне она также сыграла в третьем раунде и на Открытом чемпионате США.

### 2010—2014 (полуфинал Уимблдона и первый титул WTA)

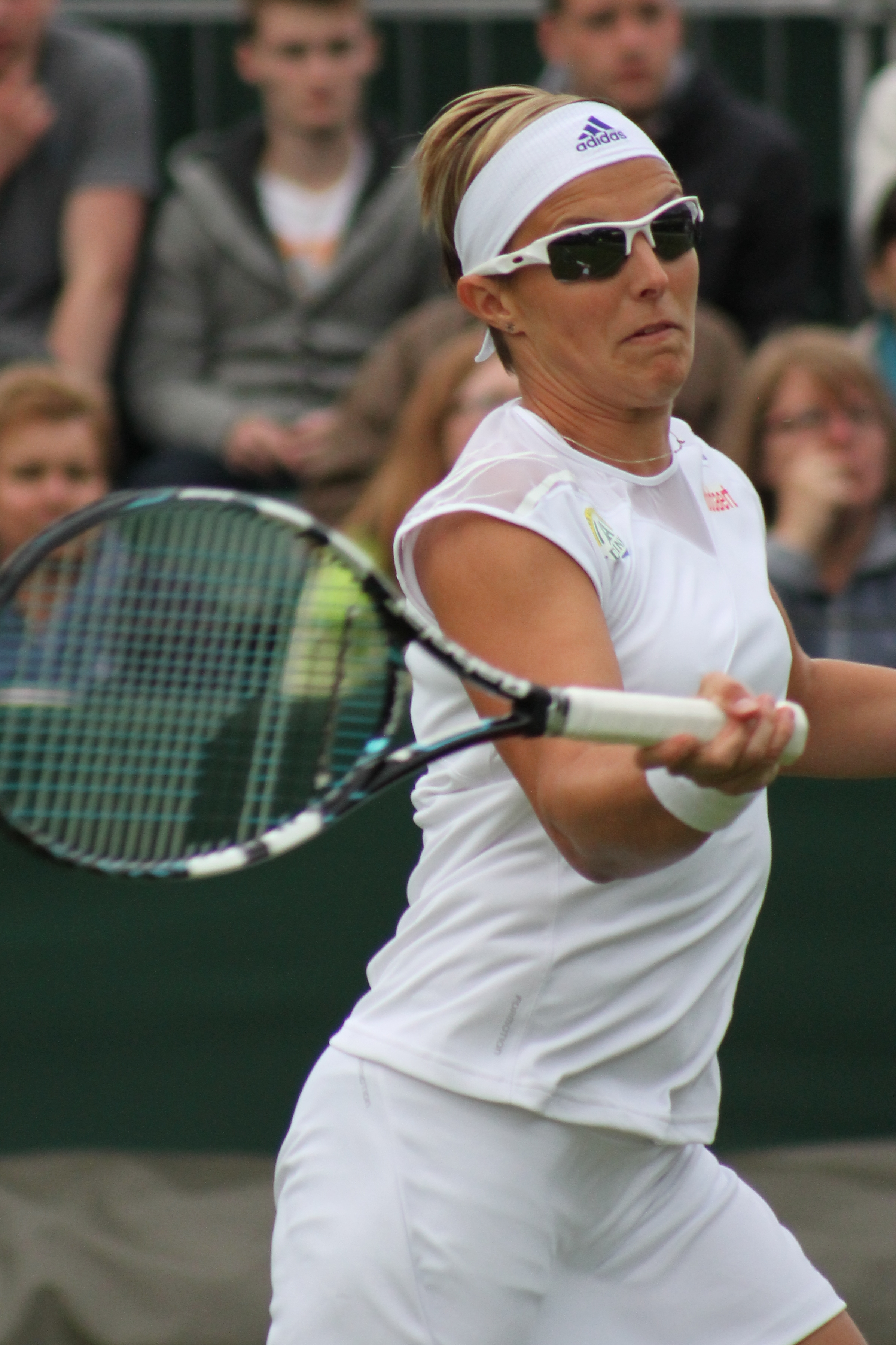
На Уимблдонском турнире 2013 года

В июне 2010 года на травяном турнире в Хертогенбосе Флипкенс смогла выйти в полуфинал. Следующий раз до полуфинала она добралась в апреле 2011 года уже на грунтовом турнире в Фесе. Через года Кирстен вновь вышла в полуфинал в Хертогенбосе. В первом раунде тех соревнований она впервые смогла победить представительницу топ-10. Ею оказалась № 5 в мире на тот момент Саманта Стосур. В сентябре 2012 года в возрасте 26-ти лет Флипкенс завоевала первый титул WTA в карьере. Она смогла выиграть турнир в Квебеке. В финале Кирстен переиграла Луцию Градецкую из Чехии со счётом 6-1, 7-5. До конца сезона она ещё один раз добиралась до полуфинала — в октябре на турнире в Линце. Сезон 2012 года представительница Бельгии завершила на 54-м месте рейтинга.
Сезон 2013 года стал лучшим в карьере бельгийской теннисистки. В январе она вышла в полуфинал турнира в Хобарте и затем она вошла в топ-50. На Открытом чемпионате Австралии Флипкенс впервые вышла в четвёртый раунд, проиграв на этой стадии второй ракетке мира Марии Шараповой. В марте на Премьер-турнире в Майами на стадии третьего раунда она переиграла восьмую ракету мира Петру Квитову. Выиграв затем ещё один матч, Кирстен вышла в четвертьфинал престижных соревнований. После Ролан Гаррос она впервые вошла в топ-20 женского рейтинга. В июне Флипкенс хорошо сыграла на турнире в Хертогенбосе. Ей удалось переиграть ряд сильных теннисисток и выйти в финал, где бельгийка не справилась с Симоной Халеп — 4-6, 2-6. Набрав хорошую форму, Флипкенс добилась главного результата в сезоне на Уимблдонском турнире, где она выходит в полуфинал. Для этого достижения ей потребовалось в четвертьфинале обыграть чемпионку 2011 года Петру Квитову (4-6, 6-3, 6-4). В борьбе за выход в финал она уступила будущей победительнице Уимблдона Марион Бартоли. В августе Флипкенс поднимается в рейтинге на пиковое в своей карьере — 13-е место, а по итогам сезона заняла 20-ю строчку.
2014 год Флипкенс начинает для себя с выхода в полуфинал на турнире в Окленде. Этот полуфинал так и остался единственным в том сезоне для неё. На Больших шлемах лучшим результатом бельгийки стал выход в третий раунд Уимблдонского турнира.

### 2015—2018
Первый раз дойти до полуфинала в 2015 году Флипкенс смогла в июле на турнире в Стамбуле. В августе она сыграла в финале 100-тысячника ITF в Ванкувере, проиграв его Йоханне Конте. В октябре она вышла ещё в один полуфинал WTA в сезоне на зальном турнире в Линце.
В начале марта 2016 года Флипкенс вышла в финал турнира в Монтеррее, где проиграла Хезер Уотсон со счётом 6-3, 2-6, 3-6. В июне на новом турнире на Мальорке в матче первого раунда Кирстен смогла обыграть вторую ракетку мира Гарбинью Мугуруса (6-3, 6-4), которая за неделю до этого выиграла Ролан Гаррос. По итогу Флипкенс на этом турнире смогла пройти в полуфинал. В августе она сыграла на первых для себя Олимпийских играх, которые проводились в Рио-де-Жанейро. В первом же раунде Флипкенс преподнесла сюрприз и обыграла американку Винус Уильямс — 4-6, 6-3, 7-6(5). Пройти дальше третьего раунда на Олимпиаде у неё не получилось, на этой стадии она проиграла немке Лауре Зигемунд. В сентябре бельгийская теннисистка выиграла первый в карьере парный титул WTA. Сделала она это на турнире в Сеуле в альянсе с Юханной Ларссон.
В мае 2017 года Ларссон и Флипкенс дошли до парного финала турнира в Нюрнберге. На Открытом чемпионате Франции Кирстен уже в дуэте с Франческой Скьявоне смогла выйти в четвертьфинал соревнований в парном разряде. После Ролан Гаррос Флипкенс выиграла второй парный трофей WTA на турнире в Хертогенбосе в команде с Доминикой Цибулковой. В октябре Флипкенс сыграла в парном финале турнира в Люксембурге в партнёрстве с Эжени Бушар.
В феврале 2018 года Флипкенс в альянсе с Ларссон вышла в финал в парном разряде турнира в Будапеште. В апреле она вышла в четвертьфинал в 
Лугано, а в парном разряде взяла главный приз совместно с Элизе Мертенс. В мае на турнире в Нюрнберге удалось выйти в полуфинал в одиночках и в финал в парах в команде с Юханной Ларссон.
В июне 2018 года на травяном турнире в Хертогенбосе Флипкенс смогла выйти в финал, обыграв среди прочих сеянных Кики Бертенс и Арину Соболенко. В решающем матче она уступила Александре Крунич со счётом 7-6, 5-7, 1-6. С Бертенс также в Хертогенбосе она сыграла в парном разряде и они смогли дойти до финала. Затем Флипкенс смогла взять одиночный и парный титулы на 100-тысячнике из цикла ITF в Великобритании. В октябре работа с Юханной Ларссон принесла ещё один парный трофей на турнире в Линце.

### 2019—2023

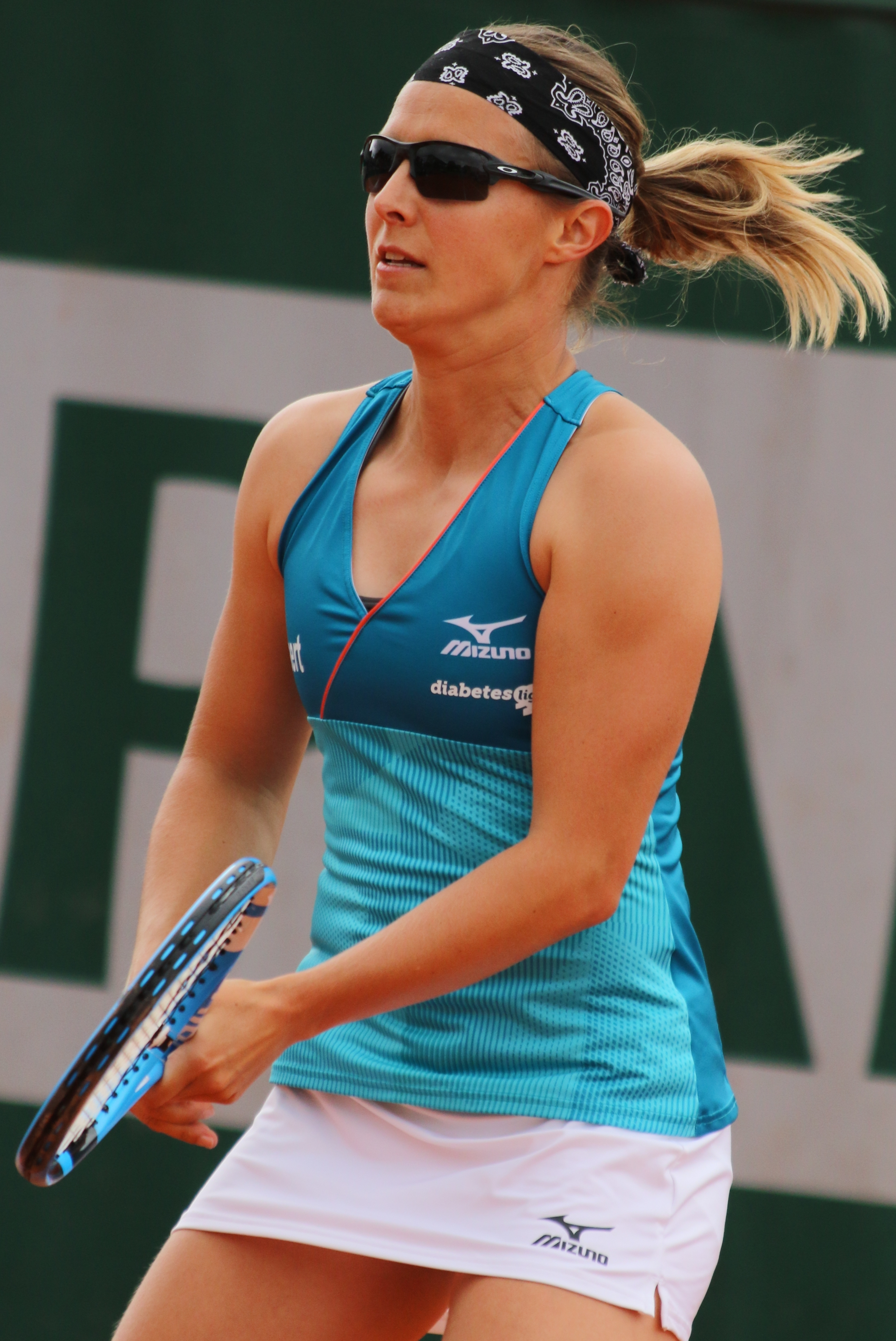
На Ролан Гаррос 2019 года

2019 год Кирстен Флипкенс начала на турнире в Окленде (Новая Зеландия), где во втором раунде уступила испанке Саре Соррибес Тормо в трёх сетах. На турнире в Хобарте (Австралия) смогла добраться до четвертьфинала, где уступила американке Софие Кенин (7-5, 7-5), в парном разряде с Юханной Ларссон вышла в финал. В апреле Кирстен играла на турнире в  Монтеррее, где дошла до четвертьфинала, но проиграла теннисистке из Германии Анжелике Кербер. Следующий успех пришёл к ней на французском Большом шлеме — Ролан Гаррос, в котором в парном разряде со шведкой Юханной Ларссон дошли до полуфинала, проиграв в борьбе за выход в финал китайскому дуэту Дуань Инъин и Чжэн Сайсай.
В июне на турнире в Хертогенбосе Флипкенс дошла до четвертьфинала, в котором победу одержала Елену Рыбакину. На турнире на Мальорке Флипкенс не достигла успеха в одиночном разряде, уступив в первом раунде Софии Кенин, а в парном разряде, вновь сыграв с Юханной Ларссон, смогла завоевать титул. На следующем турнире в Истборне в одиночном разряде проиграла на старте датчанке Каролине Возняцки, а в парном разряде уже с американкой Бетани Маттек-Сандс вновь оказалась финале, но на этот раз проиграла. На Уимблдоне в первом раунде выиграла Далилу Якупович, а во втором раунде проиграла Се Шувэй. После Уимблдона в составе клуба «Нью-Йорк Эмпайр» стала финалисткой лиги командного соревнования World TeamTennis.
На Открытом чемпионате США 2019 года сыграла в качестве лаки-лузера и проиграла во втором раунде Бьянке Андрееску в двух сетах. В сентябре она вышла в 1/4 финала в Сеуле. В октябре на турнире в Москве она доиграла также до четвертьфинала, а в парном разряде с Маттек-Сандс прошла в финал.
2020 и 2021 год Флипкенс не показывала сильных результатов и не смогла сыграть ни в одном финале. В январе 2022 года на Открытом чемпионате Австралии в парном разряде в дуэте с Сарой Соррибес Тормо удалось доиграть до четвертьфинала. В июне она вышла в 1/4 финала уже в одиночках на турнире в Хертогенбосе. Уимблдон 2022 года, где результатом стал выход во второй раунд, стал последним для Флипкенс турниром в одиночном разряде. На Открытом чемпионате США она в парном разряде с Соррибес Тормо вышла в четвертьфинал, а в миксте в паре с французом Эдуаром Роже-Вассленом сыграла свой единственный финал на Большом шлеме в любом разряде. Их дуэт проиграл паре из Австралии Сторм Сандерс и Джон Пирс — 6-4, 4-6, [7-10]. Осенью 2022 года Флипкенс смогла в альянсе с Лаурой Зигемунд выиграть парный приз турнира в Клуж-Напоке.
2023 год бельгийская теннисистка начала с парного титула в Хобарте (совместно с Зигемунд). В апреле она провела последний матч за сборную Бельгии в Кубке Билли Джин Кинг. Всего в составе национальной сборной с 2003 года она 53 матча (из них 34 в одиночном разряде) и выиграла 18 (14 в одиночках). Последним турниром в карьере Флипкенс стал Уимблдон 2023 года.

## Итоговое место в рейтинге WTA по годам
| Год  | Одиночный рейтинг | Парный рейтинг |
| 2022 | 241               | 30             |
| 2021 | 305               | 181            |
| 2020 | 85                | 30             |
| 2019 | 95                | 23             |
| 2018 | 48                | 34             |
| 2017 | 76                | 44             |
| 2016 | 63                | 87             |
| 2015 | 93                | 168            |
| 2014 | 46                | 254            |
| 2013 | 20                | 136            |
| 2012 | 54                |                |
| 2011 | 194               | 340            |
| 2010 | 77                | 303            |
| 2009 | 81                | 333            |
| 2008 | 104               | 706            |
| 2007 | 363               |                |
| 2006 | 105               | 391            |
| 2005 | 201               | 958            |
| 2004 | 169               |                |
| 2003 | 363               | 310            |
| 2002 | 560               | 780            |
| 2001 | 1 126             |                |

## Выступления на турнирах

### Финалы турнировWTAв одиночном разряде (4)

#### Победы (1)
| Легенда:                                   |
| ------------------------------------------ |
| Турниры Большого шлема (0)*                |
| Олимпиада (0)                              |
| Итоговый турнир WTA (0)                    |
| Premier Mandatory / WTA 1000 Mandatory (0) |
| Premier 5 / WTA 1000 (0)                   |
| Premier / WTA 500 (0)                      |
| International / WTA 250 (1+7)              |

| Титулы по покрытиям | Титулы по месту проведения матчей турнира |
| ------------------- | ----------------------------------------- |
| Хард (1+4)*         | Зал (1+2)                                 |
| Грунт (0+1)         | Зал (1+2)                                 |
| Трава (0+2)         | Открытый воздух (0+5)                     |
| Ковёр (0)           | Открытый воздух (0+5)                     |

* количество побед в одиночном разряде + количество побед в парном разряде.
| №  | Дата             | Турнир         | Покрытие   | Соперница в финале | Счёт    |
| 1. | 16 сентября 2012 | Квебек, Канада | Хард (зал) | Луция Градецкая    | 6-1 7-5 |

#### Поражения (3)
| №  | Дата         | Турнир                      | Покрытие | Соперница в финале | Счёт           |
| 1. | 22 июня 2013 | Хертогенбос, Нидерланды     | Трава    | Симона Халеп       | 4-6 2-6        |
| 2. | 6 марта 2016 | Монтеррей, Мексика          | Хард     | Хезер Уотсон       | 6-3 2-6 3-6    |
| 3. | 17 июня 2018 | Хертогенбос, Нидерланды (2) | Трава    | Александра Крунич  | 7-6(0) 5-7 1-6 |

### Финалы турнировWTA 125иITFв одиночном разряде (26)

#### Победы (14)
| Легенда:                    |
| --------------------------- |
| WTA 125 (1)*                |
| 100.000 USD (1+1)           |
| 80.000 (75.000)** USD (1)   |
| 60.000 (50.000)** USD (1)   |
| 25.000 USD (6)              |
| 15.000 (10.000)** USD (4+1) |

** призовой фонд до 2017 года
| Титулы по покрытиям | Титулы по месту проведения матчей турнира |
| ------------------- | ----------------------------------------- |
| Хард (2)*           | Зал (2)                                   |
| Грунт (10+1)        | Зал (2)                                   |
| Трава (1+1)         | Открытый воздух (12+2)                    |
| Ковёр (1)           | Открытый воздух (12+2)                    |

* количество побед в одиночном разряде + количество побед в парном разряде.
| №   | Дата            | Турнир                 | Покрытие    | Соперница в финале   | Счёт        |
| 1.  | 29 июля 2002    | Петанж, Люксембург     | Грунт       | Таня Хиршауэр        | 4-6 6-2 6-1 |
| 2.  | 18 августа 2002 | Коксейде, Бельгия      | Грунт       | Михел Герардс        | 6-4 7-6(3)  |
| 3.  | 5 апреля 2004   | Наполи, Италия         | Грунт       | Мэнди Минелла        | 5-7 6-3 6-1 |
| 4.  | 25 июля 2004    | Инсбрук, Австрия       | Грунт       | Михаэла Паштикова    | 6-2 6-3     |
| 5.  | 14 августа 2005 | Хехинген, Германия     | Грунт       | Магдалена Рыбарикова | 6-4 6-3     |
| 6.  | 5 марта 2006    | Лас-Пальмас, Испания   | Хард        | Алла Кудрявцева      | 6-1 6-4     |
| 7.  | 2 марта 2008    | Бухен, Германия        | Ковёр (зал) | Сандра Заглавова     | 6-1 3-6 6-4 |
| 8.  | 30 марта 2008   | Тессендерло, Бельгия   | Грунт (зал) | Каролина Маес        | 7-5 6-1     |
| 9.  | 15 июня 2008    | Марсель, Франция       | Грунт       | Стефани Форетц       | 7-6(4) 6-2  |
| 10. | 19 июля 2009    | Звевегем, Бельгия      | Грунт       | Юрика Сэма           | 6-3 6-3     |
| 11. | 9 июля 2012     | Мидделбург, Нидерланды | Грунт       | Араван Резаи         | 6-1 6-0     |
| 12. | 5 августа 2012  | Ребек, Бельгия         | Грунт       | Миртиль Жорж         | 6-2 6-1     |
| 13. | 29 июня 2018    | Саутси, Великобритания | Трава       | Кэти Боултер         | 6-4 5-7 6-3 |
| 14. | 17 ноября 2019  | Хьюстон, США           | Хард        | Коко Вандевеге       | 7-6(4) 6-4  |

#### Поражения (12)
| №   | Дата            | Турнир                               | Покрытие    | Соперница в финале   | Счёт              |
| 1.  | 2 ноября 2003   | Ноттингем, Великобритания            | Хард (зал)  | Сибиль Баммер        | 4-6 6-3 2-6       |
| 2.  | 5 февраля 2006  | Бельфор, Франция                     | Хард (зал)  | Кристина Барруа      | 2-6 6-3 6-7(6)    |
| 3.  | 30 июля 2006    | Петанж, Люксембург                   | Грунт       | Юлия Бейгельзимер    | 7-5 6-7(6) 4-6    |
| 4.  | 22 октября 2006 | Глазго, Великобритания               | Хард (зал)  | Анжелика Кербер      | 4-6 2-6           |
| 5.  | 18 ноября 2007  | Довиль, Франция                      | Грунт (зал) | Араван Резаи         | 4-6 3-6           |
| 6.  | 16 марта 2008   | Лас-Пальмас-де-Гран-Канария, Франция | Хард        | Хайенн Эвейк         | 6-4 6-7(4) 6-7(4) |
| 7.  | 1 марта 2009    | Биберах-на-Рисе, Германия            | Хард (зал)  | Каролина Шпрем       | 1-6 2-6           |
| 8.  | 3 апреля 2011   | Монсон, Испания                      | Хард        | Петра Цетковская     | 7-5 4-6 2-6       |
| 9.  | 19 февраля 2012 | Рабат, Марокко                       | Грунт       | Ясмина Тинич         | 6-7(4) 6-2 5-7    |
| 10. | 26 февраля 2012 | Москва, Россия                       | Хард (зал)  | Анника Бек           | 1-6 5-7           |
| 11. | 23 августа 2015 | Ванкувер, Канада                     | Хард        | Йоханна Конта        | 2-6 4-6           |
| 12. | 3 ноября 2019   | Торонто, Канада                      | Хард (зал)  | Франческа Ди Лоренцо | 6-7(3) 4-6        |

### Финалы турнировWTAв парном разряде (15)

#### Победы (7)
| №  | Дата             | Турнир                  | Покрытие   | Партнёрша          | Соперницы в финале                             | Счёт           |
| 1. | 25 сентября 2016 | Сеул, Южная Корея       | Хард       | Юханна Ларссон     | Акико Омаэ Пеангтарн Плипыч                    | 6-2 6-3        |
| 2. | 17 июня 2017     | Хертогенбос, Нидерланды | Трава      | Доминика Цибулкова | Кики Бертенс Деми Схюрс                        | 4-6 6-4 [10-6] |
| 3. | 15 апреля 2018   | Лугано, Швейцария       | Грунт      | Элизе Мертенс      | Вера Лапко Арина Соболенко                     | 6-1 6-3        |
| 4. | 14 октября 2018  | Линц, Австрия           | Хард (зал) | Юханна Ларссон     | Ракель Атаво Анна-Лена Грёнефельд              | 4-6 6-4 [10-5] |
| 5. | 23 июня 2019     | Мальорка, Испания       | Трава      | Юханна Ларссон     | Мария Хосе Мартинес Санчес Сара Соррибес Тормо | 6-2 6-4        |
| 6. | 16 октября 2022  | Клуж-Напока, Румыния    | Хард (зал) | Лаура Зигемунд     | Камилла Рахимова Яна Сизикова                  | 6-3 7-5        |
| 7. | 14 января 2023   | Хобарт, Австралия       | Хард       | Лаура Зигемунд     | Виктория Голубич Панна Удварди                 | 6-4 7-5        |

#### Поражения (8)
| №  | Дата            | Турнир                  | Покрытие   | Партнёрша           | Соперницы в финале                  | Счёт              |
| 1. | 27 мая 2017     | Нюрнберг, Германия      | Грунт      | Юханна Ларссон      | Николь Мелихар Анна Смит            | 6-3 3-6 [9-11]    |
| 2. | 21 октября 2017 | Люксембург              | Хард (зал) | Эжени Бушар         | Лесли Керкхове Лидия Морозова       | 7-6(4) 4-6 [6-10] |
| 3. | 25 февраля 2018 | Будапешт, Венгрия       | Хард (зал) | Юханна Ларссон      | Хеорхина Гарсия Перес Фанни Штоллар | 6-4 4-6 [3-10]    |
| 4. | 26 мая 2018     | Нюрнберг, Германия (2)  | Грунт      | Юханна Ларссон      | Катарина Среботник Деми Схюрс       | 6-3 3-6 [7-10]    |
| 5. | 16 июня 2018    | Хертогенбос, Нидерланды | Трава      | Кики Бертенс        | Элизе Мертенс Деми Схюрс            | 3-3 — отказ       |
| 6. | 12 января 2019  | Хобарт, Австралия       | Хард       | Юханна Ларссон      | Чжань Юнжань Чжань Хаоцин           | 3-6 6-3 [6-10]    |
| 7. | 29 июня 2019    | Истборн, Великобритания | Трава      | Бетани Маттек-Сандс | Чжань Юнжань Чжань Хаоцин           | 6-2 3-6 [6-10]    |
| 8. | 20 октября 2019 | Москва, Россия          | Хард (зал) | Бетани Маттек-Сандс | Сюко Аояма Эна Сибахара             | 2-6 1-6           |

### Финалы турнировITFв парном разряде (2)

#### Победы (2)
| №  | Дата            | Турнир                 | Покрытие | Партнёрша       | Соперницы в финале               | Счёт           |
| 1. | 17 августа 2003 | Коксейде, Бельгия      | Грунт    | Эльке Клейстерс | Зузана Церна Владимира Углиржова | 6-2 6-4        |
| 2. | 29 июня 2018    | Саутси, Великобритания | Трава    | Юханна Ларссон  | Алиция Росольская Абигейл Спирс  | 6-4 3-6 [11-9] |

### Финалы турниров Большого шлема в смешанном парном разряде (1)

#### Поражения (1)
| №  | Год  | Турнир                 | Покрытие | Партнёр            | Соперники в финале      | Счёт           |
| 1. | 2022 | Открытый чемпионат США | Хард     | Эдуар Роже-Васслен | Сторм Сандерс Джон Пирс | 6-4 4-6 [7-10] |

### Финалы командных турниров (1)

#### Поражения (1)
| №  | Год  | Турнир          | Команда                   | Соперник в финале                                  | Счёт |
| 1. | 2006 | Кубок Федерации | Бельгия К.Флипкенс,Ж.Энен | Италия Ф.Скьявоне,Ф.Пеннетта,М.Сантанджело,Р.Винчи | 2-3  |

## История выступлений на турнирах
| Турнир                       | 2004  | 2005          | 2006          | 2007          | 2008  | 2009          | 2010          | 2011          | 2012  | 2013          | 2014          | 2015          | 2016  | 2017          | 2018          | 2019          | 2020          | 2021  | 2022  | Итог   | В/П за карьеру |
| ---------------------------- | ----- | ------------- | ------------- | ------------- | ----- | ------------- | ------------- | ------------- | ----- | ------------- | ------------- | ------------- | ----- | ------------- | ------------- | ------------- | ------------- | ----- | ----- | ------ | -------------- |
| Турниры Большого шлема       |       |               |               |               |       |               |               |               |       |               |               |               |       |               |               |               |               |       |       |        |                |
| Открытый чемпионат Австралии | -     | -             | -             | 1Р            | -     | 2Р            | 1Р            | 1Р            | К     | 4Р            | 2Р            | 1Р            | 2Р    | 1Р            | 2Р            | 1Р            | 1Р            | 1Р    | 1Р    | 0 / 14 | 7-14           |
| Открытый чемпионат Франции   | -     | К             | 2Р            | -             | К     | 2Р            | 2Р            | 1Р            | -     | 2Р            | 2Р            | 1Р            | 1Р    | 2Р            | 2Р            | 1Р            | 1Р            | -     | -     | 0 / 12 | 7-12           |
| Уимблдонский турнир          | К     | К             | 1Р            | -             | К     | 3Р            | 2Р            | 1Р            | -     | 1/2           | 3Р            | 2Р            | 2Р    | 2Р            | 2Р            | 2Р            | НП            | -     | 2Р    | 0 / 12 | 16-12          |
| Открытый чемпионат США       | -     | К             | 2Р            | -             | К     | 3Р            | 1Р            | К             | 2Р    | 1Р            | 1Р            | 1Р            | 1Р    | 2Р            | 2Р            | 2Р            | 2Р            | -     | -     | 0 / 12 | 8-12           |
| Итог                         | 0 / 0 | 0 / 0         | 0 / 3         | 0 / 1         | 0 / 0 | 0 / 4         | 0 / 4         | 0 / 3         | 0 / 1 | 0 / 4         | 0 / 4         | 0 / 4         | 0 / 4 | 0 / 4         | 0 / 4         | 0 / 4         | 0 / 3         | 0 / 1 | 0 / 2 | 0 / 50 |                |
| В/П в сезоне                 | 0-0   | 0-0           | 2-3           | 0-1           | 0-0   | 6-4           | 2-4           | 0-3           | 1-1   | 9-4           | 4-4           | 1-4           | 2-4   | 3-4           | 4-4           | 2-4           | 1-3           | 0-1   | 1-2   |        | 38-50          |
| Олимпийские игры             |       |               |               |               |       |               |               |               |       |               |               |               |       |               |               |               |               |       |       |        |                |
| Летняя олимпиада             | -     | Не проводился | Не проводился | Не проводился | -     | Не проводился | Не проводился | Не проводился | -     | Не проводился | Не проводился | Не проводился | 3Р    | Не проводился | Не проводился | Не проводился | Не проводился | -     | НП    | 0 / 1  | 2-1            |

К — проигрыш в квалификационном турнире.